# Мидл-Виллидж — Метрополитан-авеню (линия Мертл-авеню, Би-эм-ти)
|   |   |   |   |
| · | · | · | · |

|   |   |   |   |
| · | · | · | · |

«Мидл-Виллидж — Метрополитан-авеню» (англ. Middle Village–Metropolitan Avenue) — станция Нью-Йоркского метрополитена, расположенная на линии Мертл-авеню, Би-эм-ти. Станция находится в Куинсе, в округе Мидл-Виллидж, на пересечении Метрополитан-авеню и 69-й авеню. На станции останавливается маршрут M (круглосуточно). Станция является конечной для него: северной ночью и южной круглосуточно, кроме ночи. Оба пути заканчиваются тупиками: поезд приходит на любой из путей и отправляется обратно. Тупики расположены в северном конце станции, а станция является самой северной на линии, однако бо́льшую часть времени она считается южной конечной, потому что вторая конечная станция маршрута находится севернее этой. Только в часы меньшего пассажиропотока маршрут сокращается и станция становится северной конечной.
Станция была открыта 9 августа 1915 года в составе четвертой очереди линии Мертл-авеню, Би-эм-ти. Станция представлена одной островной платформой. Имеется навес во всю длину платформы, который поддерживает один ряд колонн серебристого цвета. 16 июля 1974 года на станции произошёл пожар, который уничтожил и платформы, и вестибюль, вследствие чего она была закрыта. Реконструкция (а точнее строительство ввиду масштабности разрушения) станции продолжалась до 1980 года — с тех пор реконструкции на ней не проводились.
Единственный выход со станции располагается с северного конца платформы. Он представлен наземным (как и сама платформа) вестибюлем, где располагается турникетный павильон. Вестибюль был деревянным, но в процессе реконструкции 1970-х годов был построен в кирпиче. Выход из вестибюля приводит к юго-западному углу перекрестка Рентар-плаза и Метрополитан-авеню. Поскольку и платформа, и вестибюль имеют наземное расположение, то эта станция является доступной для пассажиров с ограниченными возможностями без использования лифтов.
К югу от станции располагается перекрёстный съезд. Южнее съезда от пути южного направления ответвляется путь, ведущий в депо «Фреш-Понд».

## Фотографии

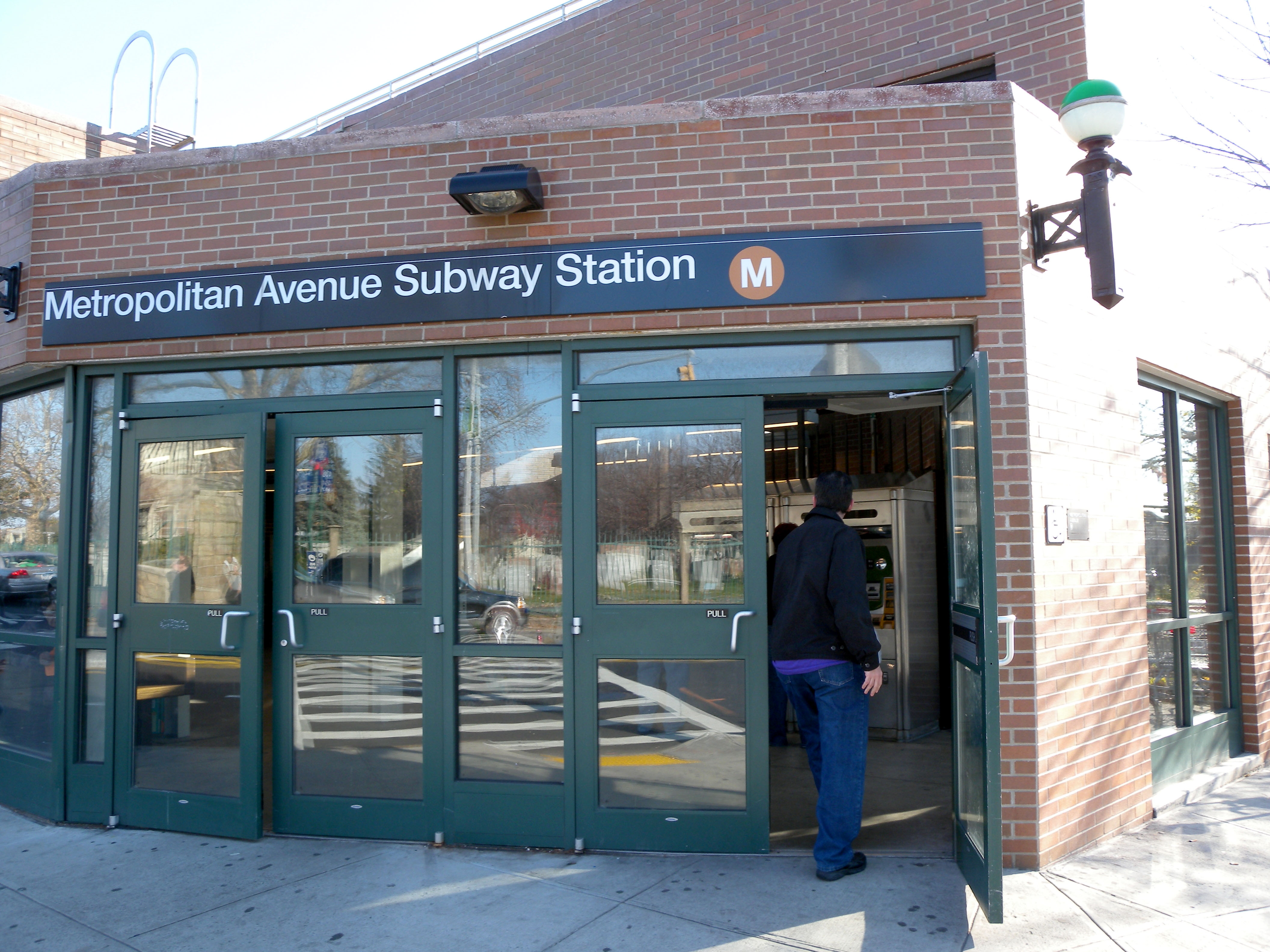
Вход на станцию
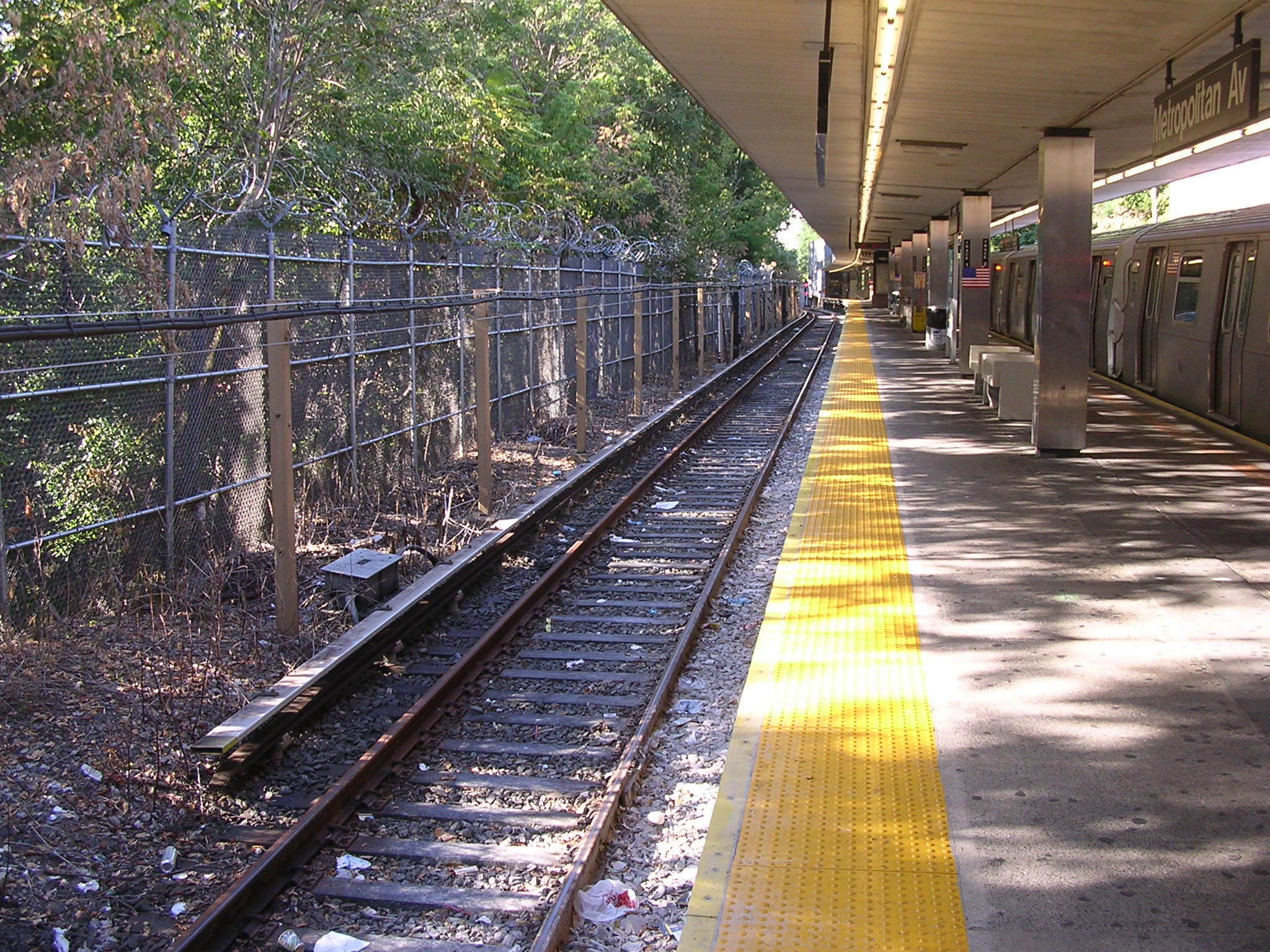
Первый путь станции
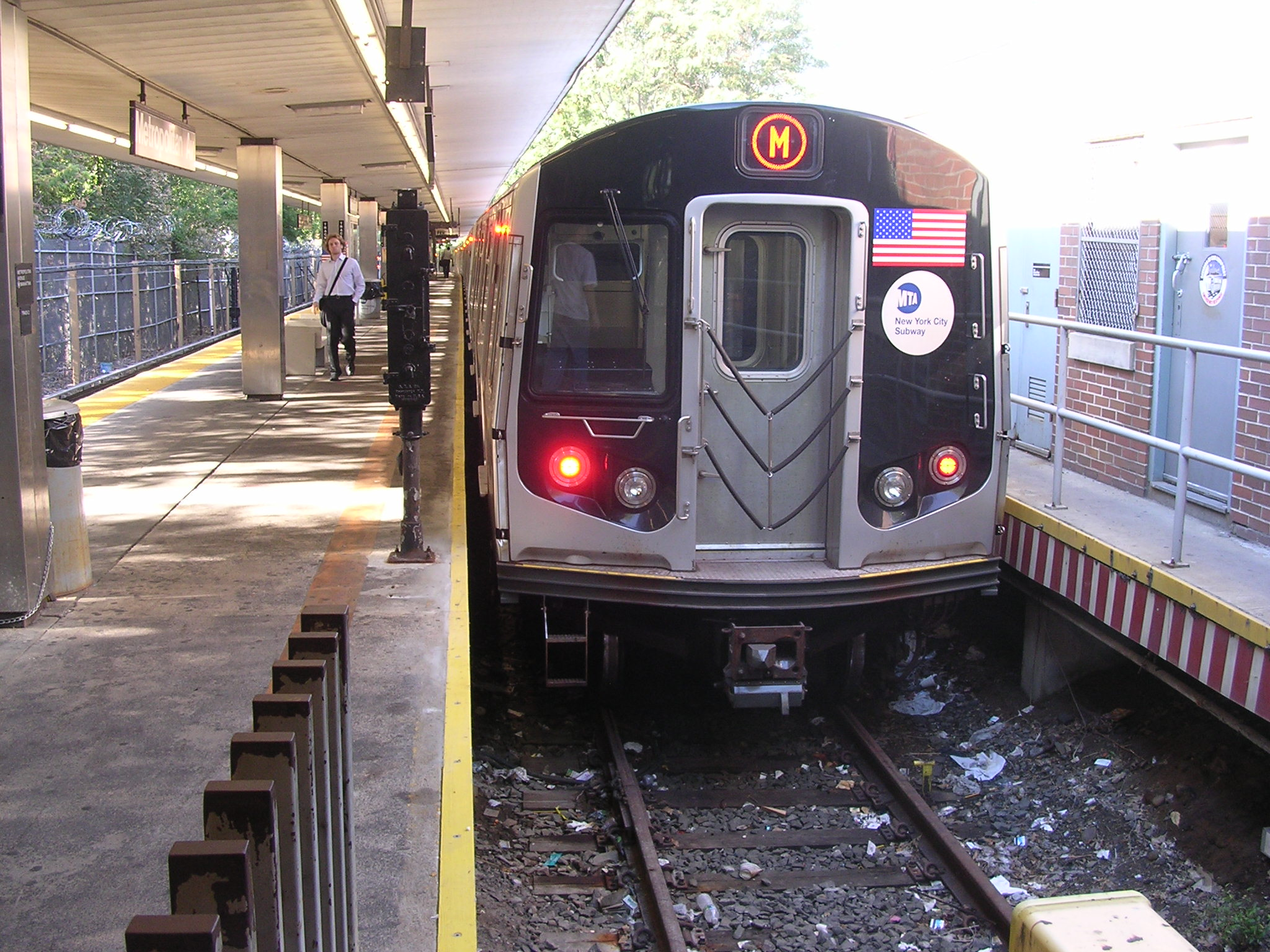
Поезд R160A на станции